# Mark Cueto
Mark John Cueto (* 26. Dezember 1979 in Workington, Cumbria) ist ein englischer Rugby-Union-Spieler. Er spielt als Außendreiviertel oder Schlussmann für die englische Nationalmannschaft und die Sale Sharks.
Cueto begann mit fünf Jahren mit dem Rugby, bis er sich als Jugendlicher dem Fußball widmete. Mit 17 ging er zurück zum Rugby. 2001 gab er sein Debüt in der Guinness Premiership. In den Jahren 2003 und 2004 spielte er mit England A, der Reserve der Nationalmannschaft, beim Churchill Cup. In insgesamt zehn Spielen für dieses Team legte er fünf Versuche. Folglich wurde er auch für die eigentliche Nationalmannschaft nominiert. Er war Teil der Neuseeland-Tour der British and Irish Lions und spielte einmal gegen die All Blacks.
Im Finale der Weltmeisterschaft 2007 war Cueto kurz davor, den entscheidenden Versuch zu legen, sein linker Fuß berührte jedoch knapp die Seitenlinie. England verlor letztlich gegen Südafrika. Nach der WM wurde er für längere Zeit nicht mehr für den Kader der Nationalmannschaft nominiert, bis er aufgrund sehr guter Leistungen bei den Sale Sharks wieder zurückkehrte.
Cueto ist einer von fünf Spielern, die mehr als 50 Versuche in der englischen Meisterschaft erzielt haben.